# Sigfrid Siwertz
Per Sigfrid Siwertz (ur. 24 stycznia 1882 w Sztokholmie, zm. 26 listopada 1970 tamże) – szwedzki poeta i prozaik. Autor powieści (m.in. Selambs, 1920), opowiadań i autobiografii (Att vara ung, 1949). W jego twórczości wyraża się pesymizm, charakterystyczny dla ówczesnej literatury szwedzkiej. 7 kwietnia 1932 został wybrany członkiem Akademii Szwedzkiej, gdzie zajmował miejsce nr. 4.